# Robert Kennedy Remembered
 (août 2025).
Pour plus de détails, voir Fiche technique et Distribution.
Robert Kennedy Remembered est un court métrage documentaire américain sur la vie de Robert Kennedy, sorti en 1968 peu après son assassinat. Il a été réalisé et produit par Charles Guggenheim.
Ce film a remporté l'Oscar du meilleur court métrage lors de la 41e cérémonie des Oscars en 1969.

## Fiche technique
- Titre : Robert Kennedy Remembered
- Réalisation : Charles Guggenheim
- Scénario : Charles Guggenheim et L. T. Iglehart
- Narration : Richard Burton
- Musique : Robert Wykes
- Montage : Robert Pierce, Michael Ritter et Werner Schumann
- Production : Charles Guggenheim
- Société de production : Guggenheim Productions et National General Pictures
- Pays :  États-Unis
- Genre : Documentaire
- Durée : 30 minutes
- Date de sortie :  26 août 1968

## Distinctions
- 1969 : Oscar du meilleur court métrage documentaire[1].